# Березники (Хустський район)
Березни́ки — село в Україні, у Хустському районі Закарпатської області. Входить до складу Керецьківської сільської громади.

## Географія
Розташоване біля підніжжя Боржавської полонини (найвища точка г. Стой 1681 м), у долині річки Боржава, на межі чотирьох районів (Іршавський, Воловецький, Міжгірський і Свалявський, до якого й відноситься) 25 км від м. Свалява в напрямку м. Хуст (їхати в напрямку села Керецьки), населення понад 3 тис. чол. Основним природними ресурсами є букові ліси, багата природа на гриби, ягоди, а також джерела мінеральної води.
До села Березники можна доїхати потягом до станції Свалява, а потім рейсовими автобусами. Відстань до найближчого аеропорту в Ужгороді 99 км, до Львова — 230 км, до Кошіце — 199 км, а до Дебрецена — 219 км.
На північній стороні від села річка Дулятин та струмок Головчик впадають у річку Боржаву. На північ від села розташовані заповідні урочища «Боржавські праліси» і «Березниківські праліси», а також Приборжавський лісовий заказник. У селі струмок Мужиків впадає у річку Боржаву.

## Історія
Село Березники виникло приблизно у XVI—XVII столітті в долині річки Боржави. Перша письмова згадка про село відноситься до 1680 року. Власники селища були члени сім'ї Долгаї.
1680: Breznik (Bélay 127), 1725: Breznik (Revizki), 1773: Bereznik (LexLoc. 134), 1808: Bereznik, Breznik (Lipszky: Rep. 52), 1828: Bereznik (Nagy 195), 1838: Bereznik (Schem. 60), 1851: Bereznik (Fényes 1: 123), 1913: Bereznek (Hnt.), 1944: Bereznik, Березникъ (Hnt.), 1983: Березники (ZO)
З приходом у село австрійських васалів безземельні селяни Березників наймались на роботу у маєток спочатку родини графа Дональда Шенберга, а пізніше — баронеси Розалії Захер, яка приїхала в наш край із переселенцями — австрійцями. Але, позаяк це не могло вирішити проблему безробіття, велика кількість березниківців виїжджали на заробітки у США, Канаду, Бельгію, Францію та інші країни. Ті, кому вдалось заробити і успішно повернутись додому, скуповували землю від односельчан. Інші далі продовжували працювати у наймах.
Із розвитком і формуванням карпатських етносів населення села Березники по своїх ознаках відноситься до бойків. Прізвища перших поселенців — Метеньканич та Куруц. Прізвище Куруц несе у собі історичну пам'ять про участь предків теперішніх березничан у повстанських антигабсбургських війнах.

## Династія Шенбергів і Березники
У Х VIII ст. військовий полковник королівської гвардії Шенберг (von Schönberg) дістав за хорошу службу винагороду — 2 села басейну річки Боржави. Всі ліси та частина ріллі і сінокосів навколо сіл Березники та Керецьки належали сім'ї барона. З того часу Шенберги успадковували цю територію. Займались, в основному, вирубкою та продажею лісу, залучаючи до праці жителів навколишніх сіл. За роботу виплачували заробітню плату. У лісових володіннях Шенбергів для місцевого населення заборонялось полювання, а за трофеями приїжджали вельможі з усього світу. 
У 30-ті роки ХХ сторіччя за реформою уряду Чехословацької республіки невелику частину лісів продали місцевим селянам, де проводилася вирубка лісу, розкорчування і створювалися сінокоси та пасовища для худоби. Лісниками у баронів працювали австрійські колоністи. Нащадки цих спеціалістів і зараз поживають в навколишніх селах. Лісничим цих лісів був Вальтер Драгіч.
Баронеса Розалія Сахер (Захер) не випадково поселилася у цьому мальовничому та тихому куточку гірського села. Люди тут були працьовиті, річки були повні риби а лісові хащі багаті дичиною. На початку села біля р. Боржави піднімався невеликий пагорб, який своєю формою нагадував перевернуте догори корито або велику кістку. На самому пагорбі і навкруги росли кремезні дуби, плоди яких були хорошим кормом для диких тварин. Навкруги водилося чимало оленів, козуль, сарн, диких кабанів та ведмедів. Це і стало приводом для будівництва тут спочатку мисливського будиночку, а пізніше і цілого маєтку «Чонок». Разом із селянами, які мали волів та коней, землевласники розчищали родючі земельні ділянки у заплавах р. Боржави, де вирощували кукурудзу, картоплю і навіть гречку (в урочищі Верхній Дулятин ще й сьогодні росте дика гречка).
Збереглась історична пам'ятка — могила баронеси Емми Фон Шенберг (Emma von Schönberg), яка народилася в 1863 році а померла в 1928 році. Серед народу існує легенда, що її дочка Луїза фон Сахер відправила листівку з Австрії, де наказувала, щоб до її приїзду матері вже не було. Причиною називають інтимний зв'язок з простолюдином Іваном, що було ганьбою для аристократичного роду. Емма закінчила життя самогубством, застосувавши отруту.
Остання власниця маєтку Шенбергів, дочка Емми — Луїза — вийшла заміж за барона фон Сахер (von Sacher) і приїхала як власниця садиби та землі навколо неї. Чоловік Луїзи загинув у 1944 у Будапешті. Один із предків — барон Моріц фон Дітфурт, похований напроти помістя в урочищі Полянський. Луїза Сахер проживала на території «Чонку» до 1945 року. Після того, як у неї відібрали маєток, певний час проживала на квартирі у с. Березники у свого молодшого слуги Василика Метеньканича. Радянська влада відібрала у неї землі та маєток, а баронесу арештували і посадили у в'язницю. Після звільнення вона переїхала до Львова, а згодом виїхала у Австрію. Луїза-Розалія Сахер, маючи певні знання, лікувала людей травами: наприклад опіки або внутрішні хвороби. Цілющі джерела із особливою сірководневою водою у 1845 році були виявлені у верхів'ї р. Боржави, де на той час був присілок с. Березники — Дулятин, який мав другу назву Велика Долина. У Дулятині на цей час проживало 4 сім'ї та ще 4 сім'ї в урочищі Масний. Тут був побудований мисливський будинок, який у майбутньому дав початок розвитку Березницького лісництва. Основною платою за лікарську допомогу було відробити в неї на господарстві декілька днів.
З теплотою згадував баронесу Сахер Кікало Василь (1922 року народж.). У 1944 він повернувся з війни поранений. Ця добра жінка робила йому перев'язки ніг, що врятувало його від ампутації. За це Василь із братом різали та кололи баронесі дрова. 
При проїзді селом, баронеса кидала у юрбу дітей жмені цукерок та дрібних копійок. Вона була середнього зросту, нормальної статури. Волосся мала каштанове, очі карі. Говорила напівголосно, з німецьким акцентом. До людей ставилася  витримано. На своїй бричці, запряженій білими кіньми, вона приходила навіть до худоби, яку лікувала різними травами, чого навчала і господарів. Одягалась по-простому, але охайно. Баронеса Сахер мала сина. Були в неї охоронці єгері — лісники, які стерегли ліс, не дозволяли будь де розпалювати вогнище або вирубувати молодняк. Тому браконьєрам та злодіям зазвичай не щастило, — не дозволялось безчинствувати.
Не забувала вона в той час і про дозвілля молоді. Вона оплачувала музику і проводила для дівчат і хлопців бали, під час яких молодь вчилася елементам шляхетності, культури. До речі, бали проводились тільки у світлу частину доби — вночі всі мали бути вдома під наглядом батьків. 
Найбільші доходи були від продажу лісу, для вивезення якого була побудована вузькоколійна залізниця. Простягалась вона від самого підніжжя полонини Стій до с. Довге Іршавського району, де діяла на той час Довжанська лісопильня (пізніше була реформована у Довжанський лісокомбінат). Також практикувався сплав дров до с. Кушниця.
В Березниках є санаторій «Човен» для дітей хворих туберкульозом на території колишньої садиби баронів Шенберг-Дітфурт-Моріц-Захер. Після закриття санаторію діє відділення всеукраїнського дитячого табору «Артек-Закарпаття».

## Храми
Церква Вознесіння Господнього ГКЦ. Перша третина XIX ст. (можливо, 1823).
У 1801 р. згадують нову дерев'яну церкву, забезпечену всім необхідним.
Наступна мурована церква була типовою базилікою з вежею над входом. Архітектором та виконавцем робіт був славетний священик Василь Довгович з Довгого. В 1935 р. в селі збудовано православну церкву, а муровану греко-католицьку було знято з реєстрації діючих храмів 14 листопада 1960 і, очевидно, того ж року розібрано.
Церква Вознесіння Господнього (православна церква Сербського патріархату). 1930.
Православна громада виникла в 1923 p., коли в село прибув о. Георгій Русинко. Незабаром більшість селян перейшла до православних. Ініціаторами руху були Іван Варґа, Іван Куліш, Федір Куруц, Михайло Моцик та інші, всі в майбутньому куратори. У 1928 р. збудували будинок священику і там тимчасово влаштували церкву. Згодом почали будувати муровану церкву, велику ділянку для якої подарував Іван Кошелянин з дружиною. Церкву добудували в 1930 p. a в 1933-му — освятили. Розповідають, що увесь верх, баню та вежу дзвіниці зробив із дерева майстер-чех на прізвище Бог. Іконостас та інші атрибути перенесли з греко-католицької церкви. Іконостас переробив у 1970 р. Іван Білей з Керецьок. У різьбярській роботі брав участь майстер з Сускова А. Горнодь. У 1981 р. за священика Георгія Романа художник Іван Андрішко з Приборжавського розмалював стіни храму.

## Дендрологічні пам'ятки
Парк «Чонок» — парк-пам'ятка садово-паркового мистецтва місцевого значення в Україні. Розташований на території Свалявського_(тепер Хустського) району Закарпатської області, у селі Березники. Статус надано з метою збереження природного ландшафту, насаджень різних видів дерев і кущів. Парк має природоохоронне, рекреаційно-оздоровче та естетичне значення.
Дуб звичайний — ботанічна пам'ятка природи місцевого значення в Україні. Об'єкт розташований на території Свалявського району Закарпатської області, у селі Березники, на території санаторію «Човен». Статус даний для збереження одного екземпляра дуба звичайного, вік якого понад 600 років.

## Походження назви
За свідченнями старожилів, існують дві гіпотези щодо походження назви села. Перша, яку висловлюють більшість старожилів, свідчить про те, що назва походить від великої кількості беріз на території розташування села і навколишніх схилів гір. Інша назва пов'язана з великою кривою березою, яка нібито росла в центрі села. На ній висів дзвін, що скликав селян на збори, сповіщав про нещастя.

## Населення
Згідно з переписом УРСР 1989 року чисельність наявного населення села становила 3183 особи, з яких 1487 чоловіків та 1696 жінок.
За переписом населення України 2001 року в селі мешкали 3173 особи.

### Мова
Розподіл населення за рідною мовою за даними перепису 2001 року:
| Мова       | Відсоток |
| ---------- | -------- |
| українська | 91,58%   |
| русинська  | 5,50%    |
| російська  | 0,95%    |
| угорська   | 0,07%    |
| білоруська | 0,03%    |
| молдовська | 0,03%    |
| інші       | 1,84%    |

## Туристичні місця
- Джерела мінеральної води
- Березниківські праліси
- Боржавські праліси
- Приборжавський лісовий заказник
- Маєток графа Дональда Шенберга «Чонок»
- Могила Емми Фон Шенберг
- Мисливський будинок, який у майбутньому дав початок розвитку Березницького лісництва
- Храм Вознесіння Господнього Перша третина XIX ст.
- Храм Вознесіння Господнього 1930 р.
- Парк «Чонок» — парк-пам'ятка садово-паркового мистецтва місцевого значення  
- Дуб звичайний — ботанічна пам'ятка природи
- Гора Стій(1681м.) - найвища вершина масиву Полонина Боржава
- Боржавська РЛС